# Morti nel 982
| Questa pagina contiene informazioni ricavate automaticamente dalle voci biografiche con l'ausilio del template Bio e di un bot. L'aggiornamento è periodico e automatico e ricostruisce completamente la pagina. Se manca una persona in questa lista, sei pregato di non aggiungerla, ma accertati piuttosto che la sua voce biografica contenga il template Bio e che i dati anagrafici siano correttamente compilati. Se il template Bio manca, inseriscilo tu stesso o, in alternativa, metti l'avviso {{tmp\|Bio}} che ne segnala la mancanza. Se i dati riportati sono sbagliati, correggi direttamente la voce biografica; le modifiche saranno visibili in questa lista entro pochi giorni. Per chiarimenti vedi il progetto biografie. La lista contiene solo le 13 persone che sono citate nell'enciclopedia e per le quali è stato implementato correttamente il template Bio. Pagina aggiornata al 30 gen 2025. |

- 11 gennaio - Ildegarda dei Supponidi, nobildonna italiana
- 13 luglio - Abu l-Qasim Ali, generale arabo
- 13 luglio - Atenolfo, condottiero longobardo
- 13 luglio - Bertoldo I di Brisgovia, nobile tedesco (n. 933)
- 13 luglio - Burcardo IV di Hassegau, nobile tedesco (n. 942)
- 13 luglio - Landolfo IV di Benevento, principe longobardo (n. 955)
- 13 luglio - Günther di Merseburgo, nobile tedesco (n. 949)
- 13 luglio - Pandolfo II di Salerno, principe longobardo
- 14 luglio - Enrico I di Augusta, vescovo cattolico tedesco (n. 923)
- 10 settembre - Alberico II di Mâcon, conte (n. 935)
- Adalberone di Sassonia, nobile tedesco
- Eadwine del Sussex, sovrano anglosassone
- Ottone I di Svevia e Baviera, nobile tedesco (n. 954)